# Danishmendidi
I Danishmendidi (Turco Danişmendli Beyliği; in persiano دانِشمَندیان‎, dānišmendyān), furono una dinastia turcomanna che regnò nel centro-nord e nell'est dell'Anatolia nei secoli XI e XII.
Essi si concentrarono originariamente attorno a Sebastea, Tokat e Neocaesarea in Ponto nella zona centro-nordorientale dell'Anatolia, arrivando ad ovest fino ad Ankara e, per un periodo, Kastamonu e a sud fino a Malatya, che conquistarono nel 1103.

All'inizio del XII secolo i Danishmendidi erano rivali del selgiuchide Sultanato di Iconio, che controllava la maggior parte del territorio attorno alle terre danishmendidi, inoltre essi combatterono i Crociati.

## Il fondatore
La dinastia fu fondata da Danishmend Ghazi, sul conto del quale le informazioni storiche sono piuttosto scarse e, generalmente, sono state scritte molto tempo dopo la sua morte.
Il suo nome, o titolo, Dānishmand (o più esattamente Dāneshmand) significa "uomo istruito" in persiano.
Danishmend Ghâzi fu chiamato anche Danishmend Taylu..
A partire dal 1134, i capi della dinastia dei Danishmendidi ebbero il titolo di Malik (re), concesso in riconoscimento dei loro successi militari dal califfo abbaside al-Mustarshid; ma anche i bey (emiri) danishmendidi precedenti il 1134 possono essere retrospettivamente considerati come Malik.

## Storia

Anatolia nel 1097, prima dell'Assedio di Nicea; è inoltre contrassegnato il sito della battaglia di Manzicerta.

I Danishmendidi si stabilirono in Anatolia dopo la battaglia di Manzicerta del 1071, nella quale i Selgiuchidi sconfissero l'Impero bizantino e conquistarono la maggior parte dell'Anatolia.

Dopo la morte del Sultano di Iconio Süleyman I, nel 1086, tra i Selgiuchidi ci furono delle lotte dinastiche e Gazi ne approfittò per installare una sua propria dinastia nell'Anatolia centrale. La capitale, probabilmente, fu stabilita inizialmente ad Amasia .
Nel 1100 Ghâzi (o forse suo figlio l'Emiro Ghazi Gümüshtegin), nella battaglia di Melitene, catturò Boemondo I di Antiochia, che rimase prigioniero fino al 1103.
Un'alleanza tra Selgiuchidi e Danishmendidi rese possibile l'annientamento della Crociata del 1101.
Nel 1116 i Danishmendidi aiutarono Masʿūd a diventare Sultano dei Selgiuchidi.
Nel 1130 Boemondo II d'Antiochia fu ucciso in una battaglia contro Ghazi Gümüshtegin, dopo essere venuto in aiuto del Regno Armeno di Cilicia, che Gümüshtegin aveva invaso.
Quanto Gümüshtigin morì nel 1134 gli succedette il figlio Mehmed, che non aveva lo spirito marziale del padre e del nonno e che regnò per un periodo relativamente breve. È ritenuto il primo edificatore della città di Kayseri.
Alla morte di Mehmed, nel 1142, il territorio danishmendide fu diviso tra i suoi due fratelli: Yaghi Basan, che mantenne il titolo di Malik (Re), governò a Sivas mentre Ayn al-Din Gümüshtegin governò a Malatya.
Nel 1155 il Sultano selgiuchide Qilij Arslan II (1156-1192) attaccò Malik Yaghi Basan, che chiese aiuto a Nūr al-Dīn Zangī (Norandino), l'emiro zengide di Mawṣil.
Tuttavia, quando Nūr al-Dīn morì nel 1174, i territori di Sivas furono incorporati nel Sultanato.

Quattro anni dopo anche i Danishmendidi di Malatya furono sconfitti, segnando la fine del dominio danishmendide.

## La dinastia
- Danishmend Ghazi (1097-1104)
- Amir Ghazi Gümüshtegin (1104-1134)
- Mehmed Ghazi (1134-1142)

| - Nizām al-Dīn Yaghi Basan (1142-1164) - Mujāhid Jamāl al-Dīn Ghāzi (1164-1166) - Shams al-Dīn Ibrāhīm (1166-1166) - Shams al-Dīn Ismāʿīl (1166-1166) - Zünnun, ovvero Dhū l-Nūn (1172-1174) |  | - ʿAyn al-Dīn Gümüshtegin (1142-1152) - Zülkarneyn, o Dhū l-Qarnayn (1152-1162) - Nāṣir al-Dīn Muḥammad (1162-1170) primo regno - Fakhr al-Dīn Qāsim (1170-1172) - Afrīdūn (1172-1175) - Nāṣir al-Dīn Muḥammad (1175-1178) secondo regno |